# Monarquia popular
Monarquia popular é um termo usado por Kingsley Martin (1936) para títulos monárquicos que se referem a um povo ao invés de um território. Essa era a norma na antiguidade clássica e durante grande parte da Idade Média, e esses títulos foram mantidos em algumas monarquias da Europa dos séculos XIX e XX. 
Durante a Revolução Francesa, Luís XVI teve que mudar seu título para indicar que era "rei dos franceses" ao invés de "rei da França", semelhante ao título de "rei dos francos" (rex Francorum) usado na França medieval.
Atualmente, a Bélgica tem a única monarquia popular explícita, o título formal de seu rei sendo Rei dos Belgas em vez de Rei da Bélgica.

## Lista de títulos reais e imperiais
| País                           | Título                               | Notas |
| ------------------------------ | ------------------------------------ | --- |
| Sacro Império Romano-Germânico | Rei dos Romanos                      | Um dos títulos do Imperador Romano-Germânico. |
| Reino da Croácia               | Rei dos Croatas                      | Kralj Hrvata em Croata, Rex Chroatorum no Latim medieval, que posteriormente foi estendido ao Rei dos Croatas e Dálmatas (Kralj Hrvata i DalmatinacaRex Chroatorum Dalmatarumque) |
| Reino de Portugal              | Rei dos Portugueses                  | O primeiro Rei Português, Afonso Henriques, utilizou o estilo Rei dos Portugueses em Latim medieval (Rex Portugalensium), para lembrar que ele foi eleito no campo de batalha, após a Batalha de Ourique (1139), pelos seus companheiros; Os seus descendentes modificaram o título para Rei de Portugal (Rex Portugaliae em latim ou em Português: Rei de Portugal). |
| Reino da França                | Rei dos Franceses                    | Utilizado por Luís XVI de 1791 a 1792, e por Luís Felipe I de 1830 até 1848. |
| Império Francês                | Imperador dos Franceses              | Utilizado por Napoleão I, Napoleão II (embora brevemente e cerimonial), e Napoleão III. |
| Reino da Bélgica               | Rei dos Belgas                       | Usado desde o juramento constitucional de Leopoldo I em 1831. A monarquia popular belga é a única atualmente existente. Os detentores do título foram Leopoldo I, Leopoldo II, Alberto I, Leopoldo III, Balduíno, Alberto II e atualmente Filipe. |
| Reino da Grécia                | Rei dos Helenos                      | Utilizado de 1863 até 1974. |
| Reino da Iugoslávia            | Rei dos Sérvios, Croatas e Eslovenos | Utilizado de 1918 até 1943, quando o título foi mudado para o Rei da Jugoslávia. |
| Reino da Albânia               | Rei dos Albaneses                    | Utilizado por Zog I, o governante um do Reino da Albânia, de 1928, de facto, para 1939, e de jure até 1946. Vitor Emanuel III, que reivindicou o trono da Albânia entre 1939 e 1943, usou o título de "Rei da Albânia". |
| Reino da Romênia               | Rei dos Romenos                      | Utilizado de 1881 até 1947. |
| Reino da Escócia               | Rei dos Escoceses                    | Este uso se tornou menos comum com os Reis Guilherme III e Maria II, que escolheu ser chamado de Rei e Rainha da Escócia. O Ato de União 1707 aboliu os tronos escocês e Inglês e criou o Reino da Grã-Bretanha. |
| Principado de Gales            | Príncipe de Gales                    | Evoluiu de Rei dos Bretões, antes midiatização, no século XII, para o de Príncipe do País de Gales. Eventualmente, Dafydd II de Venedócia e País de Gales adotou o título Príncipe de Gales para denotar a sua soberania sobre a totalidade do País de Gales, não apenas as pessoas galesas.                                                                          |
| Reino da Bulgária              | Rei dos Búlgaros                     | O título oficial de Fernando I, em 1908-1918, Boris III (1918-1943) e Simeão II (1943 - pelo menos até 1946) era: Pela graça de Deus e do Povo, O Rei dos Búlgaros. Na verdade, Fernando I foi eleito pela Assembleia Nacional como um Príncipe da Bulgária em 1887.                                                                                                  |